# Type 31 (cannone campale)
Il cannone campale Type 31 (in giapponese 三十一年式野砲, Sanjūichinen-shiki yahō) fu il principale cannone campale schierato dall'Esercito imperiale giapponese durante la guerra russo-giapponese del 1904-1905 e rimasto in servizio fino alla fine della seconda guerra mondiale. Il nome era dovuto all'anno di adozione da parte dell'Esercito imperiale giapponese, il 1898, 31º anno di regno dell'imperatore Meiji.

## Storia

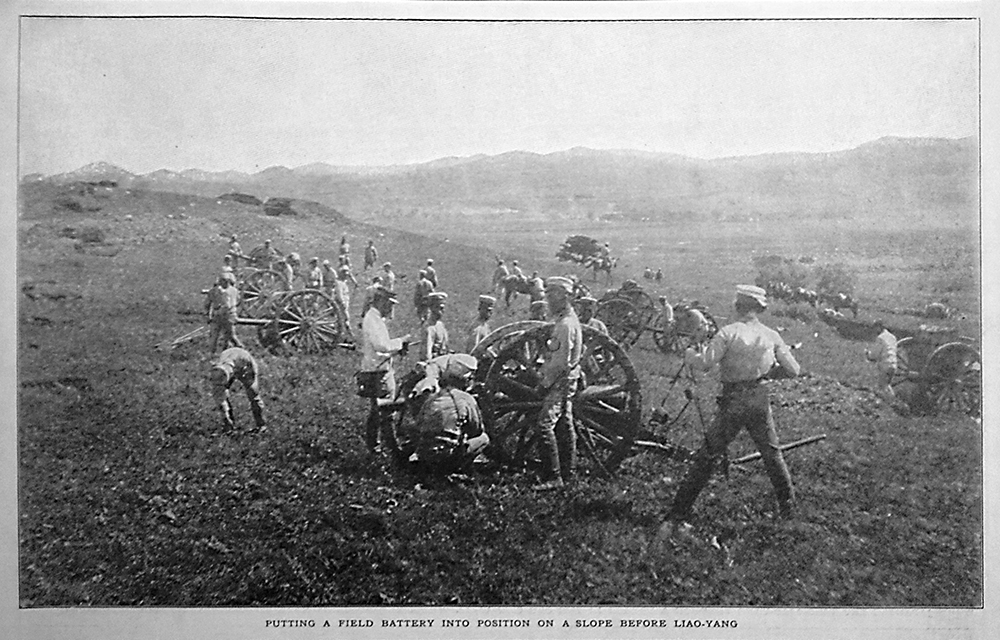
Batteria di Type 31 in postazione

Il Type 31 fu immesso in servizio nel 1898, insieme alla corrispondente versione Type 31 da montagna. Progettato dal prolifico colonnello Arisaka Nariakira, venne prodotto dall'arsenale di Osaka in totale, tra pezzi da montagna e campali, in circa 620 pezzi. La consegna alle unità combattenti fu completata nel 1902. Il pezzo costituiva l'armamento standard dell'artiglieria da montagna giapponese a partire dalla guerra russo-giapponese; rimase in servizio fino alla fine della seconda guerra mondiale. Ogni divisione aveva un reggimento di artiglieria campale su due battaglioni, ognuno su tre batterie da 6 cannoni, per un totale di 36 pezzi.

## Tecnica
Aveva una canna in acciaio, che offriva migliori prestazioni in gittata e precisioni rispetto a quella in bronzo del precedente 7 cm da montagna. L'otturatore era del tipo a vite interrotta a 4 segmenti. L'affusto a coda unica era del tipo semi-rigido, con freno di sparo rudimentale basato su cavi connessi a molle. Il traino animale era eseguito agganciando il pezzo ad un avantreno. Il Type 31 usava munizioni a polvere nera. La gittata della granata HE da 6 kg era di 7.700 m.
L'assenza di un moderno sistema di assorbimento di rinculo costituì un serio limite del pezzo, che doveva essere rimesso in batteria dopo ogni colpo. La cadenza di tiro era così ridotta a solo 2-3 colpi al minuto.